# Clavigera
Clavigera là một chi bướm đêm thuộc họ Sesiidae.

## Các loài
- Clavigera chrysoptera (Hampson, 1919)
- Clavigera pugnax (Meyrick, 1926)